# Van McCoy
Van Allen Clinton McCoy (Washington, 6 de janeiro de 1940 – Englewood, 6 de julho de 1979) foi um músico, produtor musical, arranjador, compositor e maestro norte-americano. É mais conhecido por grande sucesso da música The Hustle, em 1975. Teve direitos sobre 700 canções e também produziu numerosos outros artistas, tais como Gladys Knight & the Pips, The Stylistics, Aretha Franklin, Brenda & The Tabulations, David Ruffin, Peaches & Herb e Stacy Lattisaw.

## Biografia

### Início
McCoy nasceu em 6 de janeiro de 1940, em Washington, DC, sendo o segundo filho de Norman S. McCoy, Sr. e Lillian Ray. Começou a tocar piano desde cedo e a cantar com o coro da igreja Metropolitana Batista desde criança e já escrevia canções paralelamente às participações em espetáculos locais com seu irmão mais velho, Norman Jr., aos 12 anos. Os dois formaram um conjunto de doo-wop chamado Starlighters com dois amigos no colégio, que lançou o single The Birdland em 1956, recebendo alguma atenção que os levaram a uma turnê com o baterista Vi Burnsides. Casamentos e outras questões levaram ao fim da banda, ainda nos anos 1950. Ele também cantou com um grupo chamado Marylanders.

### Carreira
Van McCoy entrou na Howard University para estudar psicologia algum tempo depois, apenas para sair após dois anos e se mudar para a Filadélfia, onde formou seu próprio selo Rockin' Records, e lançou seu primeiro single, Hey Mr. DJ, em 1959. Esta canção recebeu a atenção do dono da gravadora Scepter Records, Florence Greenberg, que contratou McCoy como compositor e representante. Durante a década de 1960 lançou algumas canções e auxiliou a produção de vários outros artistas, tais como Gladys Knight & The Pips, Chris Bartley e The Ad-Libs.
Van escreveu ou produzir consistentemente para alguns outros artistas. No início da década de 1970, McCoy começou uma longa e aclamada colaboração com o compositor e produtor Charles Kipps e fez os arranjos de vários sucessos do The Stylistics. Ele formou sua própria orquestra, Soul City Symphony, e com as cantoras Faith (Fé), Hope (Esperança) e Charity (Caridade) produziu numerosos álbuns e fez muitas apresentações.

### Grande sucesso
Em 1975, McCoy lançou um disco majoritariamente instrumental, Disco Baby para o selo Avco Records. Inesperadamente, um single desse álbum, chamado "The Hustle", escrito sobre a dança de mesmo nome e gravado por último foi ao topo das paradas na Billboard, assim como no Reino Unido, onde a atingiu a 3ª posição e ganhou um Grammy. O álbum também recebeu uma indicação ao Grammy. McCoy, então reconhecido como criador de música disco, nunca repetiu o sucesso dessa canção, embora as faixas "Party," "That's The Joint" e "Change With The Times" tivessem recebido alguma execução nas rádios

### Morte
Ele morreu de um infarto agudo do miocárdio em Englewood, New Jersey em 6 de julho de 1979. Tinha apenas 39 anos.